# Factorió
Una factorió és un nombre natural que equival a la suma dels factorials dels seus dígits. Per exemple, {\displaystyle 145} és una factorió perquè {\displaystyle 1!+4!+5!=1+24+120=145}.
Només hi ha quatre factorions (en base 10) i són {\displaystyle 1}, {\displaystyle 2}, {\displaystyle 145} i {\displaystyle 40.585} (successió A014080 a l'OEIS).
«Factorió» és un terme creat per Clifford A. Pickover, autor del llibre Keys to Infinity, al capítol 22 del llibre titulat The Loneliness of Factorions (La solitud dels factorions).

## Límit superior (en base 10)
Si {\displaystyle n} és un nombre natural de {\displaystyle d} dígits que és un factorió, llavors {\displaystyle 10^{d-1}\leq n\leq 9!d}. Això no es manté per {\displaystyle d\geq 8}, per tant, {\displaystyle n} té com a màxim set dígits, i el primer límit superior és {\displaystyle 9.999.999}.
Però la suma màxima dels factorials dels dígits per a un número de set dígits és {\displaystyle 9!\times 7=2.540.160}, que estableix el segon límit superior.
Anar més enllà, ja que no hi ha cap número més gran que {\displaystyle 2.540.160}, el primer dígit d'un número de set dígits pot ser com a màxim {\displaystyle 2}. Per tant, només sis posicions poden variar entre {\displaystyle 9} i {\displaystyle 2!+6\times 9!=2.177.282}, que es converteix en un tercer límit superior.
Això implica que si {\displaystyle n} és un número de set dígits, el segon dígit és {\displaystyle 0} o {\displaystyle 1} o el primer dígit és {\displaystyle 1}. Si el primer dígit és {\displaystyle 2} i, per tant, el segon dígit és {\displaystyle 0} o {\displaystyle 1}, els nombres estan limitats per {\displaystyle 2!+1!+5\times 9!=1.814.403}, una contradicció amb el primer dígit que és {\displaystyle 2}. Així, un número de set dígits pot ser com a màxim {\displaystyle 1.999.999}, establint el nostre quart límit superior.
Tots els factorials dels dígits, com a mínim {\displaystyle 5}, tenen els factors {\displaystyle 5} i {\displaystyle 2} i, per tant, finalitzen en {\displaystyle 0}. Fem que {\displaystyle 1abcdef} denoti el nostre número de set dígits. Si tots els dígits {\displaystyle abcdef} són almenys {\displaystyle 5}, la suma dels factorials (que se suposa que és igual a {\displaystyle 1abcdef}) finalitzarà en {\displaystyle 1} (que ve del {\displaystyle 1} al principi). Aquesta és una contradicció amb la suposició que {\displaystyle f} sigui almenys {\displaystyle 5}. Així, almenys un dels dígits {\displaystyle abcdef} pot ser com a màxim {\displaystyle 4}, que estableix {\displaystyle 1!+4!+5\times 9!=1.814.425} com el cinquè límit superior.
Suposant que {\displaystyle n} és un nombre de set dígits, el segon dígit és com a màxim {\displaystyle 8}. Hi ha dos casos, si {\displaystyle a} és almenys {\displaystyle 5}, pel mateix argument que un dels dígits restants, {\displaystyle bf} ha de ser com a màxim {\displaystyle 4}. Això implica un límit superior (ja que un és com a màxim {\displaystyle 8}) d'{\displaystyle 1!+8!+4!+4\times 9!=1.491.865}, una contradicció amb un que sigui almenys {\displaystyle 5}. Així, {\displaystyle a} és com a màxim {\displaystyle 4} i el sisè límit superior és {\displaystyle 1.499.999}.
Un ordinador pot comprovar tots els números de {\displaystyle 40.585} a {\displaystyle 1.499.999}, verificant que {\displaystyle 40.585} és el factorió més gran de la base 10.

## Altres bases
Si la definició s'amplia per incloure altres bases, hi ha un nombre infinit de factorions. Per veure això, s'ha de tenir en compte que per a qualsevol nombre enter {\displaystyle n>3} els nombres {\displaystyle n!+1} i {\displaystyle n!+2} són factorions en base {\displaystyle (n-1)!}, en què es denoten les cadenes de dos dígits «n1» i «n2». Per exemple, 25 i 26 són factorions a la base 6, en què es denoten per 41(6) i 42(6); 121 i 122 són factoions en la base 24, en què es denoten per 51(24) i 52(24).
Per a {\displaystyle n>2}, {\displaystyle n!+1} també és un factorió a la base {\displaystyle n!-n+1}, en què es denota mitjançant la cadena de 2 dígits «1n». Per exemple, 25 és una factorió en la base 21, en què es denota 14(21); 121 és una factorió en la base 116, en la qual es denota 15(116).
Tots els enters positius són factorions en la base 1. {\displaystyle 1} i {\displaystyle 2} són factorions en cada base.
La següent taula recull tots els factorions en bases fins a la base 16. (successió A193163 a l'OEIS)
| Base | Nombre màxim de dígits           | Factorions (en base n) |
| ---- | -------------------------------- | ---------------------- |
| 1    | Tots els nombres enters positius | 1, 11, 111, 1111,...   |
| 2    | 2                                | 1, 10                  |
| 3    | 2                                | 1, 2                   |
| 4    | 3                                | 1, 2, 13               |
| 5    | 3                                | 1, 2, 144              |
| 6    | 4                                | 1, 2, 41, 42           |
| 7    | 5                                | 1, 2                   |
| 8    | 5                                | 1, 2                   |
| 9    | 6                                | 1, 2, 62558            |
| 10   | 7                                | 1, 2, 145, 40585       |
| 11   | 8                                | 1, 2, 24, 44, 28453    |
| 12   | 8                                | 1, 2                   |
| 13   | 9                                | 1, 2, 83790C5B         |
| 14   | 10                               | 1, 2, 8B0DD409C        |
| 15   | 11                               | 1, 2, 661, 662         |
| 16   | 11                               | 1, 2, 260F3B66BF9      |